# Jan Christopher van Deurs
Jan Christopher van Deurs (24. maj 1774 – 20. april 1829) justitsråd og godsejer.
Nedstammede fra en gammel hollandsk familie, der i længere tid havde været bosat i Helsingør, hvor han også blev født. Opkaldt efter sin far Jan Christopher van Deurs (født i 1725) og hans moder var dennes anden kone Henriette Margrethe Kønemann (født 1740).
Viet d. 23. december 1796 i Sankt Petri Kirke i København til Anna Dorothea Hansen (1776-1857) datter af kancelliråd Jens Hansen.
Ejede godset Bøstrup nord for Slagelse fra 1795.

## Børn
1. Henriette Dorothea van Deurs (1797-1850), gift med sognepræst Christian Frederich Schønheyder
2. Frederikke Wilhelmine van Deurs (1798-1853), gift med kammerjunker Joachim Gottfred von Barner af Vedbygård
3. Carl van Deurs (1800-1862), overlæge og gift med Caroline Johanne Frederikke Schønheyder
4. Emil van Deurs (1803-1841), Godsejer, Bøstrup Hovedgård.
5. Herman Eduard van Deurs (1807-1868?) Godsejer, Bøstrup Hovedgård.
6. Jan Wilhelm van Deurs (1813-1868), proprietær, ejer af Palstrup og Aabogaard
7. Maja Jensine van Deurs (1817-1901), gift med oberst Eduard Vilhelm Busky-Neergaard